# Joachim III van Constantinopel

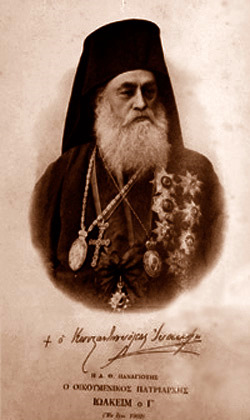
Joachim III van Constantinopel

Joachim III (Grieks: Ιωακείμ Γ') (Constantinopel, 18 januari 1834 - 26 november 1912) was patriarch van Constantinopel van 16 oktober 1878 tot 11 april 1884 en van 7 juni 1901 tot 26 november 1912.
Patriarch Joachim III werd in 1834 geboren in Constantinopel als Christos Devedzis (Grieks: Χρῆστος Δεβετζής). Tijdens zijn eerste ambtsperiode ijverde hij voor de modernisering van de instellingen en voor de verbetering van de financiële status van het Oecumenische Patriarchaat. Hij richtte ook het kerkelijke tijdschrift Ἀλήθεια (Waarheid) op. Na het einde van zijn eerste patriarchaat in 1884 bleef Joachim III aanvankelijk in Constantinopel en ging vervolgens voor enkele jaren naar de Heilige Berg Athos.
Tijdens zijn tweede ambtstermijn ging patriarch Joachim verder met zijn institutionele hervormingen. Hij versterkte ook de relaties binnen de orthodoxe gemeenschap door encyclieken te schrijven. Verder kwam hij tussen als bemiddelaar bij politieke kwesties in orthodoxe landen als Griekenland en Servië. Joachim III wordt beschouwd als een van de meest invloedrijke moderne patriarchen.